# Condado de New Haven
O Condado de New Haven (em inglês:  New Haven County) é um dos 8 condados do estado americano de Connecticut. Como todos os condados do estado, o Condado de New Haven não possui função administrativa, nem uma sede de condado. Sua maior cidade é New Haven. Foi fundado em 1666.
O condado possui uma área de 2 233 km², dos quais 1 566 km² estão cobertos por terra e 667 km² por água, uma população de 862 477 habitantes, e uma densidade populacional de 550,9 hab/km² (segundo o censo nacional de 2010). É o terceiro condado mais populoso de Connecticut.